# Piepmatzaffäre
Als Piepmatz-Affäre (auch Piepmatzaffäre) wurde umgangssprachlich der Konflikt 1995 zwischen der Bremer FDP und Bündnis 90/Die Grünen Bremen um die Stadtentwicklungs- und Flächenpolitik in Bremen betitelt. Er führte zum Ende des Senatsregierung Wedemeier III, der Bremer Ampelkoalition, und zur vorgezogenen Neuwahl am 14. Mai 1995.

## Verlauf
Das Umweltressort unter Senator Ralf Fücks (Grüne) hatte bereits im Frühjahr 1993 als Gewerbegebiet vorgesehene Flächen in der Hemelinger Marsch als Vogelschutzgebiet bei der Europäischen Union angemeldet, daneben sechs weitere Bremer Flächen. Später warf die FDP dem Ressort und Senator vor, die Gremien übergangen und dies getan zu haben, ohne Senat und Bürgerschaft zu fragen. Das FDP-geführte  Wirtschaftsressort hatte eine intensive gewerbswirtschaftliche Nutzung des Areals vorgesehen.
Für Wirtschaftssenator Claus Jäger (FDP) stellte dies einen klaren Koalitionsbruch dar: Da „mehr als 17 Prozent“ Bremens geschützt seien, sah er bei der Errichtung weiterer Naturschutzgebiete „das Ende aller wirtschaftspolitischen Möglichkeiten“.
Die FDP schloss sich einem Misstrauensvotum der oppositionellen CDU gegen Fücks an und wählte den Senator am 23. Februar ab. Helga Trüpel übernahm das Ressort zusätzlich; die Funktion des zweiten Bürgermeisters wurde nicht wieder besetzt. Die Bürgerschaft beschloss am 1. März 1995 die Selbstauflösung und verkürzte so die laufende Legislaturperiode um vier Monate.

## Bewertung
Der Spiegel verwies darauf, dass die FDP durch die damalige Wählerinitiative Arbeit für Bremen unter Druck geraten war. Diese war aus der zerstrittenen Bremer SPD hervorgegangen und wollte mit ihrem Wirtschaftsförderprogramm FDP-Wähler abwerben.
Nach der Bundestagswahl 2005 antwortete Klaus Wedemeier auf die Frage, ob sich Kanzler Gerhard Schröder notfalls auf eine Ampelkoalition aus SPD, Grünen und FDP einlassen solle, das gehe inhaltlich nicht zusammen: „Wenn er mich anrufen würde, dann würde ich ihm abraten.“ 2008 sah er den Misserfolg des „Bremer Modells“ vor allem durch handwerkliche Fehler begründet: „Die Grünen waren unerfahren im Regieren, die FDP genauso – das konnte nicht klappen.“ Fehler sah Wedemeier aber auch bei der eigenen Partei: „Die SPD dachte damals, die Stadt sei ihre Beute, […]. Nach 40 Jahren Alleinregierung wussten wir auch nicht so richtig, wie man mit Koalitionspartnern arbeitet.“